# Anita Kravos
Anita Kravos, pseudonimo di Antonella Cerminara (Trieste, 2 aprile 1974), è un'attrice italiana.
Speciale Nastro d’Argento 2014 con tutto il cast per il ruolo di Talia Concept nel film premio Oscar La grande bellezza di Paolo Sorrentino. Candidata al Premio David di Donatello nel 2010 per l’interpretazione del ruolo di Sonia, personaggio in via di transizione da uomo a donna in Alza la testa di Alessandro Angelini. Per lo stesso ruolo, riceve il premio L.A.R.A. 2009 (Festival Internazionale del Cinema di Roma). Mentre per il ruolo di Claudia nel film Come l’ombra di Marina Spada riceve il premio migliore attrice al Festival del Cinema Italiano all’Espace Pierre Cardin a Parigi nel 2008 per mano di Jeanne Moreau.
La serie tv russa God v Toskane per la regia di Andrej Selivanov è stata la sua prima serie russa, andata in onda con continuità dal 2015 ad oggi sulla rete televisiva nazionale russa.
È membro dell’Accademia del cinema italiano David di Donatello e dell’Accademia europea del cinema, European Film Academy - EFA.
A partire dal 2020 insegna recitazione al Laboratorio d'arte cinematografica a Roma.

## Biografia

### L'infanzia
È nata a Trieste nel 1974 come Antonella Cerminara da sua madre Anna Kravos, appartenente alla minoranza slovena di Gorizia e da suo padre Agostino, calabrese. I nonni materni si trasferirono dalla Jugoslavia socialista in Italia per vivere accanto ai parenti. Cresce a Gorizia, al confine con la Slovenia, in un ambiente multiculturale: di madrelingua italiana, parla correntemente lo sloveno, il russo, l'inglese, il francese e il tedesco. Il prozio Josip Kravos fu poeta e lo zio Marko Kravos è autore, poeta, traduttore dall’italiano e dall’inglese verso lo sloveno. Ha recitato in greco.

### Gli studi
Ha studiato russo e tedesco presso l'Università Ca' Foscari di Venezia, e nel frattempo ha frequentato per tre anni (1995-1998) la scuola di recitazione veneziana Giovanni Poli che opera all'interno del gruppo teatrale “a l'Avogaria”, recitando in spettacoli di commedia dell'arte, per poi perfezionare gli studi di recitazione in Russia.
Nel 1998, in un gruppo internazionale di attori, completa il corso di perfezionamento teatrale Ecole des Maitres diretto dal regista Matthias Langhoff, con la messa in scena de Le Baccanti di Euripide.
Poiché era l’unica attrice italiana del gruppo a conoscere il russo, ha lavorato con attori russi, e tra loro c'erano anche gli assistenti di Vasilij Ivanivic Skorik, professore di recitazione e regia presso l'Accademia Russa (Istituto Russo di Arte Teatrale – GITIS, oggi RATI) a Mosca. La performance finale del workshop al Teatro Taganka è stata anche la sua audizione per l’ammissione all'Accademia.
Prima di laurearsi in lingue si è recata a Mosca, dove del 1998 al 2000 ha frequentato il terzo e quarto anno di recitazione al GITIS. Si esercitava con i colleghi attori nelle sale del Museo Stanislavskij, nella sala Onegin, dove lo stesso Stanislavskij aveva tenuto le prove con i suoi attori negli anni ‘30. 
Si è laureata nel 2000 in lingua russa presso l'Università degli studi di Venezia. Nella sua tesi di laurea, basata sulla propria esperienza al GITIS, ha scritto a proposito del metodo di insegnamento nei corsi per attori e registi nella rinomata scuola russa.

### Primi passi nel mondo del cinema
Nel 2000 si trasferisce a Roma, dove tra l'altro, vende gelati in piazza Campo de’ Fiori e lavora come segretaria e traduttrice dal tedesco. Durante questo periodo, traduce il romanzo Franziska Linkerhand della scrittrice Brigitte Reimann dal tedesco all'italiano. Entra nel mondo del cinema con il piccolo ruolo della ucraina/russa nel film “Saimir” del regista Francesco Munzi del 2005. 
Nel 2005 la regista Marina Spada chiama Anita per una audizione per il film Come l'ombra perché aveva studiato a Mosca e le assegna il ruolo di Claudia, che è stato anche il suo primo ruolo da protagonista.
Il suo nome d’arte è legato al film Come l'ombra, la scelta infatti avvenne dopo la fine delle riprese, alla notizia che il film sarebbe stato selezionato alle Giornate degli Autori della Biennale di Venezia 2006 su suggerimento della regista Marina Spada. Il nome nasce dall’unione del diminutivo di quello di sua madre (Anna) al quale venne aggiunto il nome da nubile, Kravos. Il film Come l'ombra porta alla Kravos sette premi da diversi festival cinematografici e dà il via alla sua carriera. 

### L'affermazione
Nel 2009 interpreta Sonia, personaggio in via di transizione da uomo a donna nel film Alza la testa di Alessandro Angelini cui ha recitato accanto a Sergio Castellitto. Oltre tutto, nel 2010 l'attrice stessa ha presentato la pellicola in Russia. Candidata al Premio David di Donatello nel 2010 per l’interpretazione del ruolo di Sonia, personaggio in via di transizione da uomo a donna, per lo stesso ruolo riceve il premio L.A.R.A. 2009 (Festival Internazionale del Cinema di Roma). 
Nel film La grande bellezza (2013) di Paolo Sorrentino, interpreta l'artista contemporanea, Talia Concept, che sbatte la testa al muro in una performance tra le rovine dell’acquedotto romano, nuda, con solo un velo bianco indosso e l'immagine di una falce e un martello sul pube. Dopo la performance, il protagonista del film, lo scrittore e giornalista Jep Gambardella, interpretato da Toni Servillo la intervista. Qui interpreta il ruolo della performance artist Talia Concept, irascibile e provocatrice, chiusa nella propria diffidenza, che non sa spiegare a Jep Gambardella, il protagonista del film interpretato da Toni Servillo, che cosa sia una vibrazione. (“Come si può spiegare con la volgarità della parola la poesia della vibrazione?”) ed offre a Jep Gambardella e allo “zoccolo duro” dei suoi lettori, soltanto “fuffa impubblicabile.” Il personaggio di Talia Concept viene spesso preso come emblema di performance art.
Nel 2013, la stessa attrice ha presentato il film La grande bellezza a Baku in Azerbaigian.
Nel 2015, prende parte alla serie televisiva russa di Andrey Selivanov, God v Toskane.
In Donne (2016) di Emanuele Imbucci è Jolanda, una delle dieci donne della vita di Andrea Camilleri. 
Nella serie televisiva Romanzo famigliare (2018), una saga familiare della RAI per la regia di Francesca Archibugi, interpreta Natalia, un'ex babysitter e nuova moglie del ricco Gian Pietro Liegi, interpretato da Giancarlo Giannini, che è in conflitto con la figlia, interpretata da Vittoria Puccini.
Nel 2018 recita in inglese in The Sanctuary, serie tv svedese-polacca, regia di Enrico Maria Artale e in The App di Elisa Fuksas, dove recita accanto ad Abel Ferrara.

## Critica
Il Morandini 2008, dizionario del cinema, a proposito di Come l'ombra riporta: “C’è l’intensa Anita Kravos, la cui Claudia dà ragione ad Aragon: “La donna è l’avvenire dell’uomo”.
A proposito di Alza la testa:“L’interpretazione da brivido di Anita Kravos”. Fabio Ferzetti, il Messaggero, 2009.
“Fascino corvino unito a un prorompente talento per la recitazione.” Supplemento al numero 714 di Vogue Italia - Febbraio 2010.
“La più versatile e cosmopolita delle attrici italiane in circolazione”. Pietro Spirito, Il Piccolo, 10 luglio 2014.

## Immagine e attività pubblica
Anita Kravos è stata numerose volte membro di giuria a festival internazionali di cinema, conduttrice, testimonial di eventi moda, collezioni di abbigliamento e alta gioielleria. 
Testimonial dell’Open Day 2021 della facoltà di Lingue e Letterature straniere dell’Università degli Studi di Cassino e del Lazio Meridionale.
Nel 2019, NARGIS Magazine, rivista di spessore in Azerbaigian, le ha dedicato la doppia copertina.
Testimonial per BVLGARI Shanghai 2019 presentazione della nuova collezione Cinemagia.
Presidente della giuria giovani a Le Giornate della Luce 2019, festival di cinema di Spilimbergo, Italia.
Nel 2014 presenta la commedia Italian Movies di Matteo Pellegrini al decimo Los Angeles, Italia - Film, Fashion and Art fest in programma al Chinese Theatre di Hollywood sino alla vigilia della notte degli Oscar.
Nell’ambito della Pre-Oscar Week Events 2014 partecipa a: Women in Film; Film Independent Spirit Awards, Global Green, Domino’s Gala.
Nel 2014 ospite d'onore all’Italian Film Festival di Baku, in Azerbaigian, dove presenta il film La Grande Bellezza. Qui ha tenuto master class sulla recitazione nelle principali università del Paese: la Azerbaijan University of Language Samad Seyidov e la ADA University.
Presidente onorario del N.I.C.E. New Italian Cinema Events 2014, presenta La Grande Bellezza a Novosibirsk, a Chita, a Mosca, a Budapest. 
Nel 2014 è stata Master of Ceremony in lingua inglese alla 12ª edizione di ITS – International Talent Support, a Trieste, premio che seleziona giovani talenti su scala mondiale di fashion, jewelry e artwork.
Nel 2014 è stata membro della giuria all’Ortigia International Film Festival di Siracusa, con presidente di giuria Amos Gitai.
Gotha sceglie l’attrice Anita Kravos come testimonial per la collezione autunno inverno 2010/ 2011.
Nel 2011 conduce l’inaugurazione in lingua russa a VOICES, European Film Festival a Vologda.
Nel 2011 al Festival Internazionale del Cinema di Roma è stata membro della giuria del Premio Giovani Autori "Marc'Aurelio Esordienti". 
È sponsor del progetto Trieste SottoSopra, che opera sotto l'egida del Centro di Promozione del Territorio della Provincia di Trieste, che è stato avviato nel 2014.
Dal 2003 al 2013 presenta il Festival di Storia è Storia a Gorizia, organizzato da LEG, Libreria Editrice Goriziana, dove incontra Dario Fo.
Dal 2020, insegna recitazione al Laboratorio D'Arte Cinematografica in via Carlo Emery a Roma.

## Filmografia

### Cinema
- Saimir, regia di Francesco Munzi (2004)
- Come l'ombra, regia di Marina Spada (2006)
- Manuale d'amore 2 - Capitoli successivi, regia di Giovanni Veronesi (2007)
- Amore, bugie & calcetto, regia di Luca Lucini (2008)
- Segreti e sorelle, regia di Francesco Jost (2008)
- Transition, regia di Boris Palcic (2008)
- Lamor cortese, regia di Claudio Camarca (2008)
- Principessa part time, regia Giorgio Arcelli (2008)
- Italians, regia di Giovanni Veronesi (2009)
- I casi della vita, regia di Corso Salani (2009)
- Alza la testa, regia di Alessandro Angelini (2009)
- La prima linea, regia di Renato De Maria (2009)
- Mirna, regia di Corso Salani (2009)
- Ruggine, regia di Daniele Gaglianone (2011)
- Tutto bene, regia di Daniele Maggioni (2011)
- E la chiamano estate, regia di Paolo Franchi (2012)
- Italian movies, regia di Matteo Pellegrini (2012)
- La grande bellezza, regia di Paolo Sorrentino (2013)
- Se chiudo gli occhi non sono più qui, regia di Vittorio Moroni (2013)
- Non scomparire!, regia di Pietro Reggiani (2013)
- Amori elementari, regia di Sergio Basso (2014)
- La vita oscena, regia di Renato De Maria (2014)
- Fuori mira, regia di Erik Bernasconi (2014)
- Ritratto di un imprenditore di provincia, regia di Hermes Cavagnini (2015)
- Seconda primavera, regia di Francesco Calogero (2015)
- La accabadora, regia di Enrico Pau (2015)
- Storie dai boschi di castagne, regia di Gregor Bozic (2017)
- L'età imperfetta, regia di Ulisse Lendaro (2017)
- Nome di donna, regia di Marco Tullio Giordana (2018)
- Rosa, regia di Katja Colja (2019)
- Gloria!, regia di Margherita Vicario (2024)

### Televisione
- Conduttrice di Light News, notiziario cinematografico settimanale dell'Istituto Luce Cinecittà (2013)
- Ho sposato uno sbirro, regia Giorgio Capitani (2008)
- Il generale Dalla Chiesa, regia Giorgio Capitani (2007)
- Un caso di coscienza 3, regia Luigi Perelli (2007)
- Papa Luciani - Il sorriso di Dio, regia Giorgio Capitani (2007)
- God v Toskane, regia Andrey Selivanov (2015)
- Non uccidere - serie TV, episodio 1x08 (2016)
- Donne-Jolanda, regia Emanuele Imbucci, 10 corti fiction, da 10 minuti ciascuno, tratti dai racconti di Andrea Camilleri (2016)
- Romanzo famigliare, regia di Francesca Archibugi (2018)
- La porta rossa - Seconda stagione, regia di Carmine Elia (2019)
- The Good Mothers, regia di Julian Jarrold e Elisa Amoruso, episodi 1x04-1x05 (2023)
- Anima gemella, regia di Francesco Miccichè, puntate 4-5-7 (2023)
- Noi siamo leggenda, regia di Carmine Elia, 5 episodi (2023)
- Libera, regia di Gianluca Mazzella, 5 episodi (2024)

## Teatro
- Lieber Wolfi, Regia D. Debrea (2007)
- Morte dell'aria, Regia G. Marini (2005)
- Zio Vanja, Produzione G. Barberio Corsetti (2004)
- Piece of monologue, Regia V.I. Skorik (Mosca) (1999)
- L'orso, Regia V.I. Skorik (Mosca) (1999)
- Don Giovanni, Regia V.I. Skorik (Mosca) (1998)
- La scuola delle mogli, Regia V.I. Skorik (Mosca) (1998)
- Le baccanti, Regia M. Langhoff (1998)
- Artaud, Regia M. Mozzato (1996)
- Tamburi nella notte, Regia V. Zernitz (1996)
- La Turandot, Regia B. Morassi (1996)
- Sogno di una notte di mezza estate, Regia B. De Meo (1994)
- Music and Theatre on the road, Regia J.M. Solt (1992)
- Our town, Regia W. Mramor (1990)

## Riconoscimenti
- Speciale Nastro D'Argento 2014 Premio speciale agli attori non protagonisti de La grande bellezza
- Candidatura David di Donatello Alza la testa Miglior Attrice non protagonista 2010
- L.A.R.A. Migliore Interprete Italiana Alza la testa Festival Internazionale del Film di Roma 2009
- Nomination Migliore Attrice non protagonista Ciak d'oro 2009
- Miglior Attrice Come l'ombra Festival Nuovel Air, Parigi 2007
- Miglior Attrice Come l'ombra Festival di Mons, Belgio 2006
- Miglior Attrice Come l'ombra Festival di Gallio (VI) 2007
- Miglior Attrice Come l'ombra alla rassegna “Bimbi belli” 2007 diretta di Nanni Moretti al Nuovo Sacher
- Miglior Attrice Come l'ombra Festival di Santa Marinella 2007
- Miglior Attrice Come l'ombra Festival del Cinema Indipendente di Foggia 2007
- Miglior Attrice Come l'ombra Ajaccio Film Festival, Francia 2007